# Alkustycznie
Alkustycznie – album akustyczny polskiej grupy muzycznej Nocny Kochanek. Zapis z koncertu został opublikowany 2 maja 2020 roku na witrynie internetowej Youtube.com, natomiast płyta CD trafiła do sprzedaży 25 września 2020 roku.

## Lista utworów
| Nr  | Tytuł utworu               | Długość |
| --- | -------------------------- | ------- |
| 1.  | „Poniedzieli”              | 0:15    |
| 2.  | „Poniedziałek”             | 3:14    |
| 3.  | „Łatwa Nie Była”           | 4:24    |
| 4.  | „Andżeju”                  | 3:55    |
| 5.  | „Mistrz Przerósł Ucznia”   | 2:46    |
| 6.  | „Pierwszego Nie Przepijam” | 3:16    |
| 7.  | „Koń Na Białym Rycerzu”    | 3:47    |
| 8.  | „Wielki Wojownik”          | 3:06    |
| 9.  | „Zdrajca Metalu”           | 3:43    |
| 10. | „Minerał Fiutta”           | 2:24    |
| 11. | „Gdzie Jesteś?”            | 2:06    |
|     |                            | 32:56   |

## Listy sprzedaży
| Lista | Kraj   | Pozycja |
| ----- | ------ | ------- |
| OLiS  | Polska | 29      |